# Phetdavanh Somsanid
Phetdavanh Somsanid (laotisch ເພັດດາວັນ ສົມສະໜິດ, * 24. April 2004 in Champasak) ist ein laotischer Fußballspieler.

## Karriere

### Verein
Phetdavanh Somsanid spielte die Saison 2022 für den Erstligisten IDESA Champasak United FC. Für den Verein aus Pakse bestritt er 17 Erstligaspiele. Zu Beginn der Saison 2023 wechselte er zu dem ebenfalls in der ersten Liga spielenden Master 7 FC. Am Ende der Saison 2023, in der er 14 Ligaspiele bestritt, wurde er mit dem Verein aus der Hauptstadt Vientiane Vizemeister.

### Nationalmannschaft
Phetdavanh Somsanid gab sein Debüt in der laotischen Nationalmannschaft am 23. März 2022 in einem Freundschaftsspiel gegen die Mongolei. Bei dem 1:0-Erfolg wurde er in der 78. Minute für Nalongsit Chanhthalangsy eingewechselt.

## Erfolge
Master 7 FC
- Laotischer Vizemeister: 2023